# Scaphaphorura pakieti
Scaphaphorura pakieti is een springstaartensoort uit de familie van de Tullbergiidae. De wetenschappelijke naam van de soort is voor het eerst geldig gepubliceerd in 1997 door Pomorski & Skarzynski.